# Maria Magdalena de Pazzi
Maria Maddalena de' Pazzi (Florència, 2 d'abril de 1566 – íd., 25 de maig de 1607) va ésser una noble toscana, religiosa carmelita, mística i escriptora. És venerada com a santa per l'Església Catòlica Romana.

## Biografia
Caterina de' Pazzi nasqué en una de les famílies més riques i distingides de Florència, era la segona filla de Camillo di Geri de' Pazzi i de Maria Buondelmonti; a casa era anomenada Lucrezia en homenatge a una àvia seva. Educada cristianament, va estudiar en an Giovannino dalle Cavalieresse di Malta. Amb només dotze anys va tenir, segons els seus escrits, el primer episodi d'èxtasi, en presència de la seva mare, i a partir d'aquest moment, va tenir diverses experiències místiques. No se sap del cert si en 1581, mentre el seu pare era governador a Cortona, va viure un temps al monestir de terciàries franciscanes de la ciutat, la qual cosa explicaria la seva espiritualitat franciscana.
Enviada a un convent als catorze anys, la seva família la va fer tornar per casar-la amb un noble; finalment, però, van accedir als desitjos de Caterina i van deixar que fes vida religiosa. Amb setze anys, Caterina va triar l'orde de les monges carmelites de l'antiga observança, ingressant a Santa Maria degli Angeli (San Frediano in Cestello), a Oltrarno (Florència), el 27 de novembre 1582) i hi prengué el nom de Maria Magdalena. El convent estava vinculat a cercles de dones influïdes per les predicacions de Girolamo Savonarola, amb un clima evangèlic d'austeritat. Com d'altres místiques contemporànies, la seva vida es caracteritzà per la pràctica continuada de la pregària, la penitència i la caritat envers els necessitats.
Va fer-se coneguda per diverses experiències místiques: èxtasis, raptes... que només s'interrompien per l'assistència a les hores de l'ofici diví o l'Eucaristia. Aquestes experiències eren recollides per les monges, que transcrivien les paraules que Magdalena dictava quan era transportada, en estats anòmals de consciència. L'obra escrita per la santa revela un estil de viva oralitat i vigor.
S'encarregava d'acollir les joves que anaven a l'hostatgeria i, entre 1589 i 1607, formava les novícies. Va ésser sotspriora del monestir de 1604 a 1605. Va emmalaltir cap al 1604, i morí tres anys més tard, el 25 de maig de 1607.

## Obra escrita
Maria Magdalena de Pazzi va escriure diverses obres de caràcter místic:
- Libro dei quaranta giorni (Llibre dels quaranta dies)
- Libro dei colloqui (Llibre dels col·loquis)
- Libro delle rivelazioni e intelligenze (Llibre de les revelacions i intel·ligències)
- Libro della prova (Llibre de la prova)
- Libro del rinnovamento della Chiesa (Llibre de la renovació de l'Església)
- Ammaestramenti (Ensinistraments)
- Avvisi (Avisos)

## Veneració
En morir, van començar a atribuir-se-li miracles i guariments. El procés de beatificació va començar en 1610 i va ser completat en 1626, amb Urbà VIII. Quaranta-tres anys més tard va ésser canonitzada, el 28 d'abril de 1669. La seva festivitat fou incorporada al Calendari general romà per al 25 de maig, aniversari de la seva mort, però en 1728 va ésser traslladada al 29 de maig, dia que es va mantenir fins al 1969, quan va tornar a fixar-se el 25.
El seu cos, incorrupte, era a l'església del convent carmelità de Florència, que va prendre el nom de Santa Maria Maddalena de' Pazzi. En 1928 les monges es traslladaren a un monestir nou al barri de Careggi, portant-hi les relíquies de la santa.

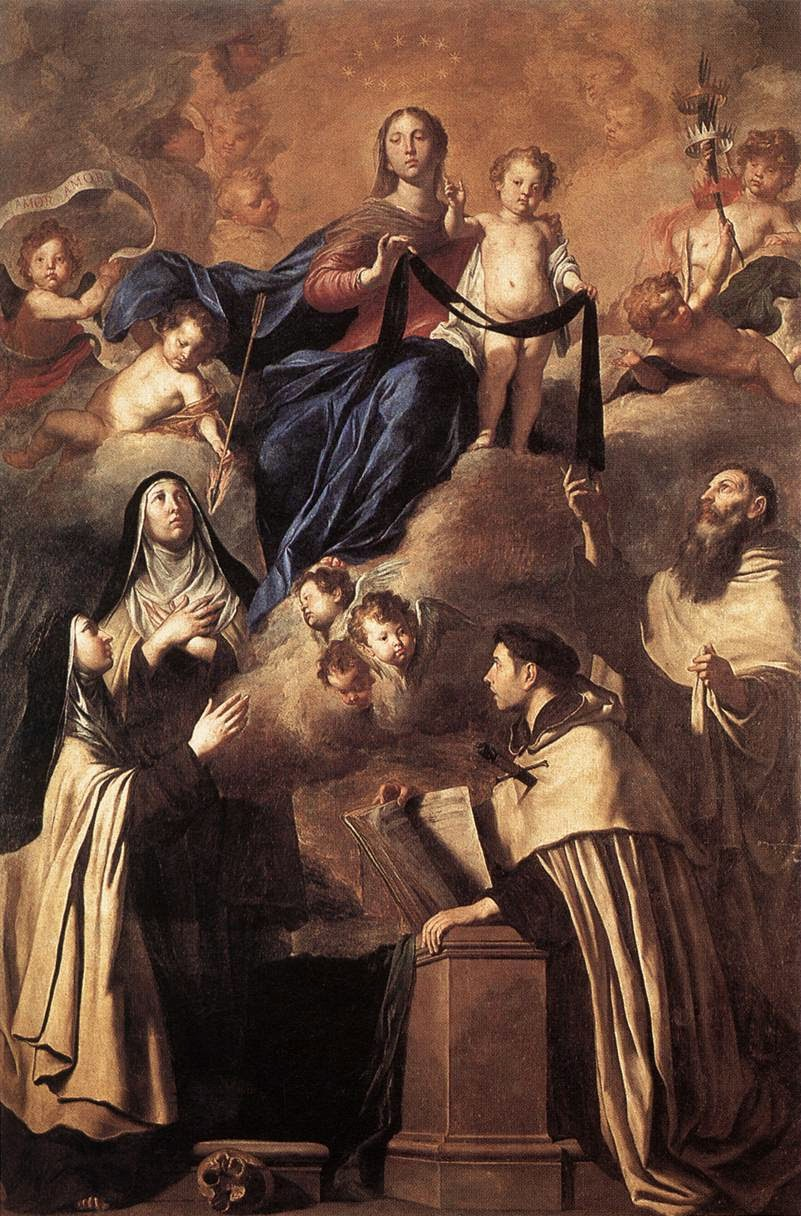
La Mare de Déu amb sants carmelites per Pietro Novelli, 1641 (Museo Diocesano, Palermo); a l'esquerra, de peu, Maddalena de' Pazzi
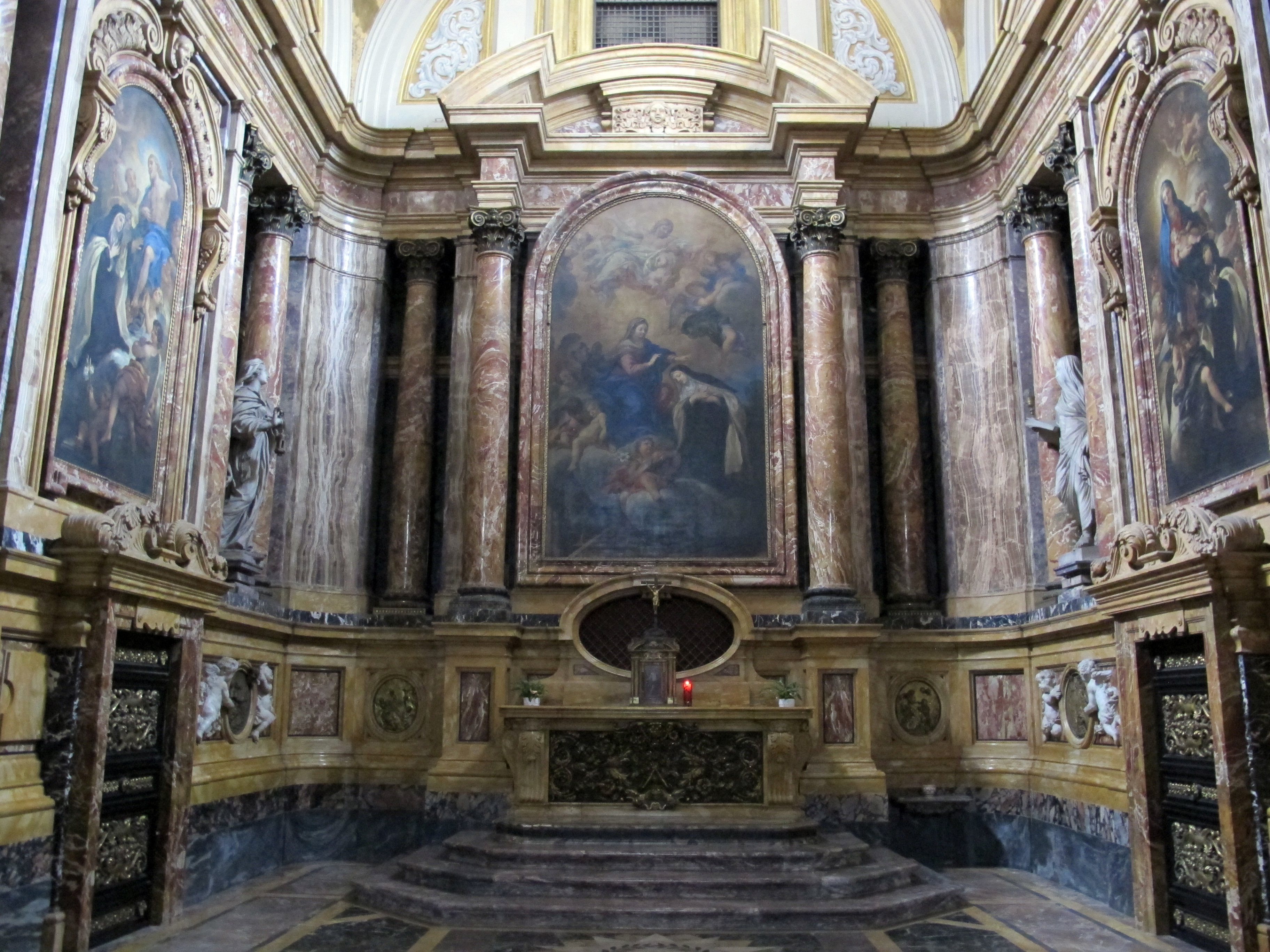
Capella a un carrer de Florència, amb Maddelena de' Pazzi i Felip Neri, per Cosimo Ulivelli, 1668
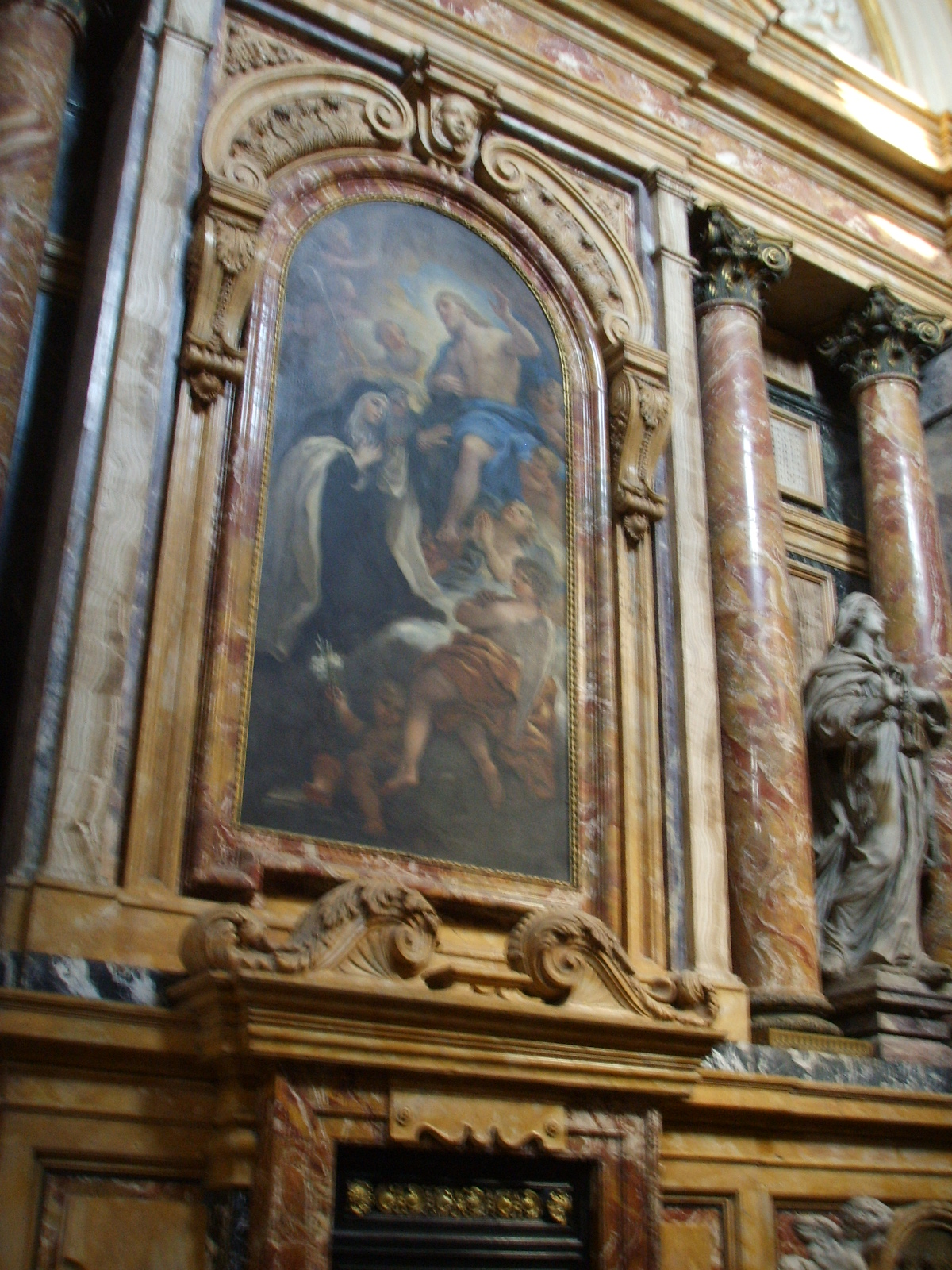
Jesús apareixent a Maddalena de' Pazzi, per Luca Giordano, 1685 (Florència, S. M. Madalenna de' Pazzi)
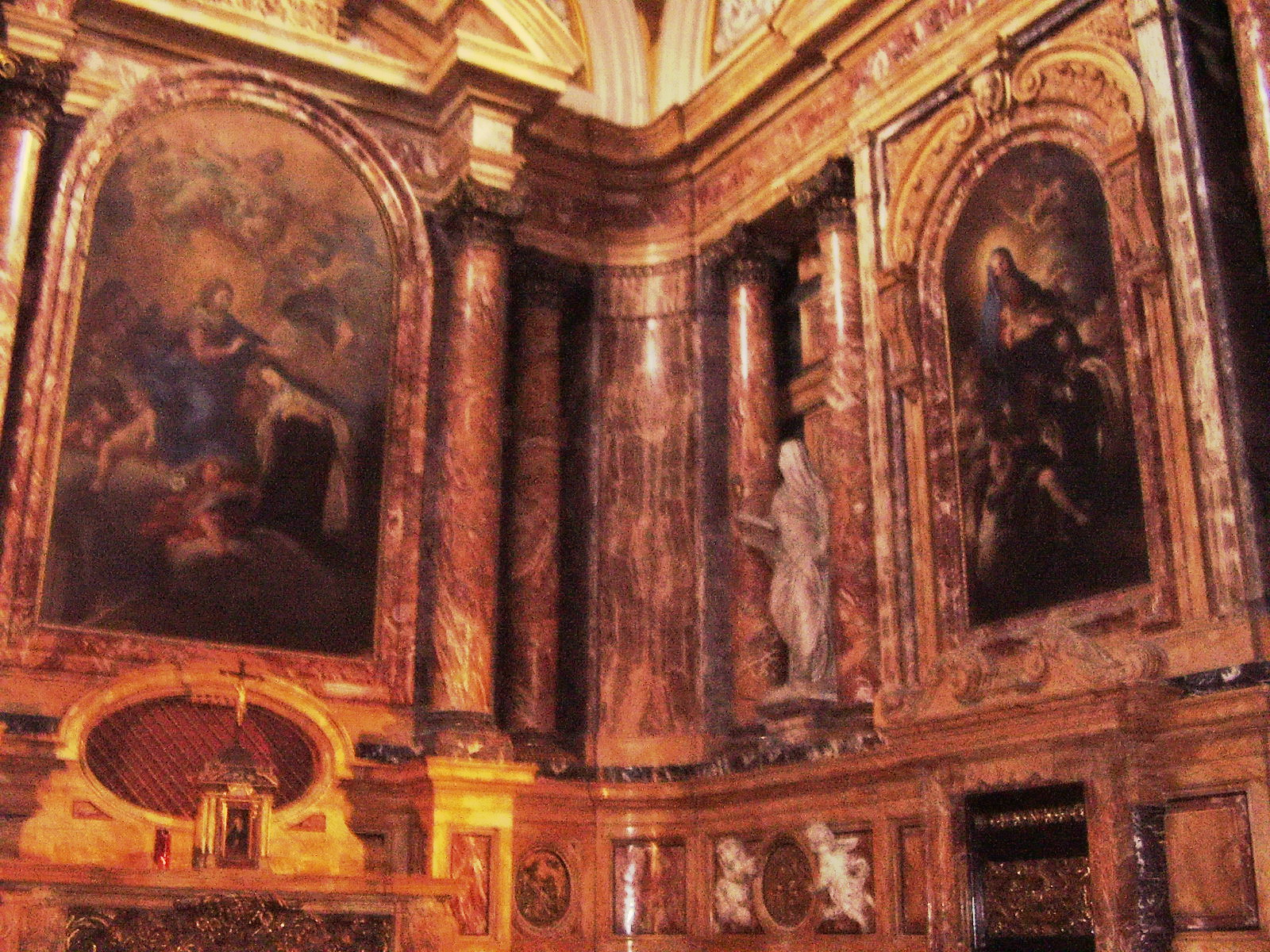
Capella major de Santa M. Maddalena dei Pazzi de Florència, on van ésser-ne les restes fins al s. XIX